# 異大褐尺蛾
異大褐尺蛾（学名：Amblychia sauteri）为尺蛾科褐尺蛾屬下的一个种。